# Ракитное (Белгородская область)
Раки́тное — посёлок городского типа в Белгородской области России, административный центр Ракитянского района и городского поселения «Посёлок Ракитное».
Расположен на берегах реки Ракита бассейна Днепра. Тупиковая железнодорожная станция Зинаидино на ветке от станции Готня. Пассажирского движения нет. Население — 10,4 тыс. человек (2010).

## История

### Русское царство
Ракитное было основано в 1652 году и название получило по одноимённой реке. Служилые люди Русского царства Елизарий Яковлев и подьячий Зиновка Марков, проделав путь от устья реки Пены к Бакаеву шляху, реке Ворскле и далее, чтобы измерить расстояние и определить, в каких местах ставить остроги для защиты русских земель от набегов крымских татар, пришли к заключению: «Речка Ракитна, ржавец, и черезъ-тое речку переехать во многихъ местахъ мочно, поперег той речки десять сажень, а вода стоитъ озерками, и на речке Ракитне быть острогу». 
Согласно наказу воеводы Бориса Репнина с позволения царя Алексея Михайловича был заложен Ракитный острог. Для укрепления острога в помощь московским служилым людям были присланы казаки (черкассы).

### Российская империя
В XVIII веке Ракитное вошло в состав Белгородской губернии, впоследствии вошло в состав Курской губернии, выделенной из Белгородской. Окрестные земли сначала принадлежали Кочубеям, а затем сподвижнику Петра I А. Д. Меншикову. С 1728 года слобода перешла к князю Г. Д. Юсупову и до 1917 года являлась центром управления имениями князей Юсуповых в Курской, Воронежской, Харьковской и Полтавской губерниях.

### Гражданская война
В период гражданской войны в России Ракитное переходило из рук в руки. В 1918 году Ракитное на короткое время было оккупировано германской армией, передавшими Ракитное гетману Скоропадскому. После отступления германской армии и краха Скоропадского на Ракитное стала претендовать Центральная Рада УНР, но в том же году утратила над ним контроль. Ракитное взяли силы Красной Армии, однако уже в 1919 году в слободу вошли части Добровольческой армии Антона Деникина, удерживавшие посёлок почти на протяжении года. В ноябре 1919 года Ракитное вновь перешло под контроль красноармейцев, а в феврале 1920 года на короткий период село заняли отряды Нестора Махно, в том же году уже окончательно выбитые силами Красной Армией.

### РСФСР
По окончании Гражданской войны Ракитное вместе с другими населёнными пунктами Курской губернии вошло в состав РСФСР, впоследствии было преобразовано в «рабочий посёлок» и вошло в состав Курской области. Во время Великой Отечественной войны с октября 1941 по февраль 1943 Ракитное находилось под немецкой оккупацией. Ракитное находилось на линии фронта вплоть до Битвы на Курской дуге. 6 января 1954 года в связи с образованием Белгородской области Ракитное было передано из Курской области в Белгородскую.

### Нынешнее время
Статус посёлка городского типа с 1975 года.

## Климат
| Показатель                                                        | Янв.  | Фев.  | Март  | Апр.  | Май  | Июнь | Июль | Авг. | Сен. | Окт.  | Нояб. | Дек.  | Год   |
| ----------------------------------------------------------------- | ----- | ----- | ----- | ----- | ---- | ---- | ---- | ---- | ---- | ----- | ----- | ----- | ----- |
| Абсолютный максимум, °C                                           | 8     | 11,8  | 20,2  | 28,6  | 33,7 | 39   | 36,8 | 39,4 | 32   | 28    | 17,4  | 10,1  | 39,4  |
| Средний суточный максимум, °C                                     | −4,6  | −3,7  | 1,7   | 12,4  | 20,1 | 23,6 | 25,3 | 24,6 | 18,4 | 10,4  | 2,6   | −2,3  | 10,9  |
| Средняя температура, °C                                           | −7,4  | −6,8  | −1,7  | 7,4   | 14,4 | 18   | 19,7 | 18,7 | 12,9 | 6,2   | 0     | −4,8  | 6,6   |
| Средний суточный минимум, °C                                      | −10,4 | −10   | −4,9  | 3     | 8,8  | 12,6 | 14,4 | 13,2 | 8,2  | 2,7   | −2,4  | −7,3  | 2,5   |
| Абсолютный минимум, °C                                            | −35,2 | −33,9 | −32,7 | −12,5 | −3,9 | 2    | 5,4  | 1,5  | −4,1 | −12,6 | −23,7 | −30,4 | −35,2 |
| Норма осадков, мм                                                 | 41    | 35    | 36    | 39    | 53   | 63   | 74   | 58   | 53   | 49    | 46    | 45    | 592   |
| Источник: Climatebase.ru - метеостанция Готня (пгт. Пролетарский] |       |       |       |       |      |      |      |      |      |       |       |       |       |

| Показатель                   | Янв. | Фев. | Март | Апр. | Май  | Июнь | Июль | Авг. | Сен. | Окт. | Нояб. | Дек. | Год |
| ---------------------------- | ---- | ---- | ---- | ---- | ---- | ---- | ---- | ---- | ---- | ---- | ----- | ---- | --- |
| Средняя температура, °C      | −5,8 | −5,8 | −0,6 | 7,9  | 14,4 | 17,9 | 19,8 | 18,8 | 13,0 | 6,8  | −0,2  | −4,7 | 6,8 |
| Норма осадков, мм            | 46   | 41   | 41   | 44   | 54   | 68   | 75   | 46   | 62   | 54   | 45    | 45   | 621 |
| Источник: метеостанция Готня |      |      |      |      |      |      |      |      |      |      |       |      |     |

## Население
| 1959    | 1970    | 1979    | 1989    | 2002    | 2009    | 2010    | 2012    | 2013    |
| ------- | ------- | ------- | ------- | ------- | ------- | ------- | ------- | ------- |
| 6921    | ↗7157   | ↗10 224 | ↗11 211 | ↘10 462 | ↘10 406 | ↘10 286 | ↘10 229 | ↗10 321 |
| 2014    | 2015    | 2016    | 2017    | 2018    | 2019    | 2020    | 2021    |         |
| ↘10 284 | ↗10 418 | ↗10 524 | ↘10 504 | ↘10 439 | ↘10 375 | ↗10 431 | ↘10 048 |         |

## Экономика
В посёлке находятся Ракитянский арматурный завод (выпускает задвижки, насосы, вентили и иные детали трубопроводов для атомных электростанций России и ближнего зарубежья), хлебозавод, Агропромышленный холдинг «БЭЗРК-Белгранкорм», который является одной из крупнейших диверсифицированных, вертикально интегрированных структур сельскохозяйственного сектора Российской Федерации. Основными направлениями деятельности холдинга является производство мяса птицы, свинины, говядины, колбасных и деликатесных изделий (под логотипом «Ясные зори»), молока, зерна и комбикормов.

## Культура
В Ракитном действуют краеведческий музей, дворец культуры, детская школа искусств, взрослая и детская библиотеки, три средние общеобразовательные школы (в том числе школа имени Героя Советского Союза Надежды Никифоровны Федутенко) и "Ракитянский агротехнологический техникум"), ледовая арена(каток) и плавательный бассейн.

## Радио
- 68,63 Радио России / ГТРК Белгород (Молчит)
- 95,7 Маруся FM
- 96,3 Радио России / ГТРК Белгород
- 101,9 Радио Мира Белогорья
- 105,3 Радио 7 на семи холмах

## Достопримечательности

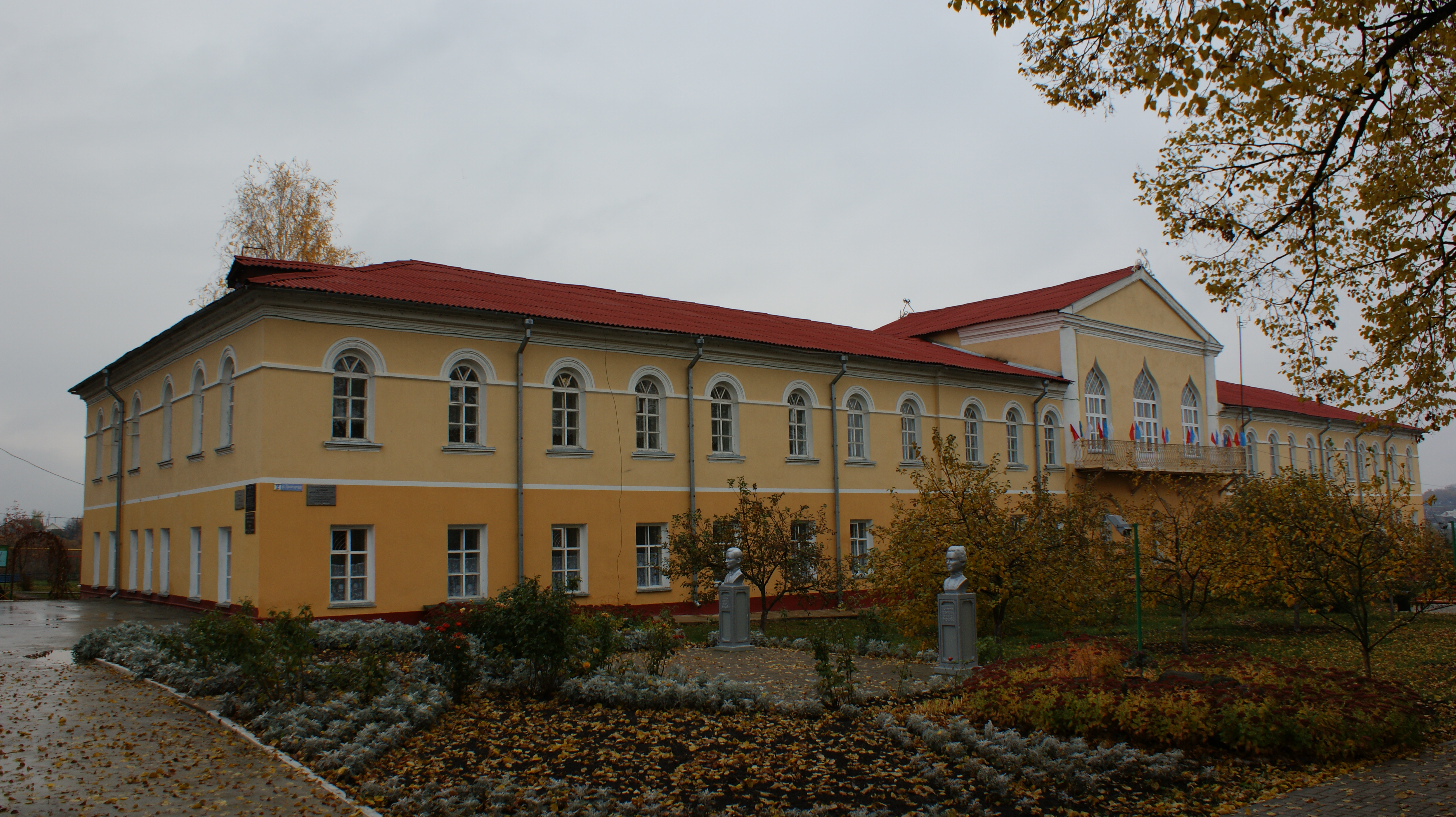
Усадебный дом Юсуповых

От усадьбы князей Юсуповых сохранились главный дом, построенный в 1846 году для князя Б. Н. Юсупова, и несколько вспомогательных зданий, в которых ныне размещаются школа искусств, краеведческий музей, Роспотребнадзор и др. Старинный Юсуповский парк с прудами — в крайне запущенном состоянии.

Свято-Никольский храм, построен в 1832 году, настоятелем которого в течение 21 года был известный духовник архимандрит Серафим (Тяпочкин).